# برکس
برکس (به اسپانیایی: Borox) یک شهرستان در اسپانیا است که در استان تولدو واقع شده‌است.

## خصوصیات
برکس ۶۰ کیلومترمربع مساحت و ۲٬۶۴۰ نفر جمعیت دارد و ۵۸۰ متر بالاتر از سطح دریا واقع شده‌است.